# Francisco Costa (kézilabdázó)
Francisco Costa (Vila Nova de Gaia, 2005. február 16. –) portugál válogatott kézilabdázó, a Sporting CP játékosa.
Édesapja, Ricardo Costa kézilabdázó, kézilabdaedző. Testvére, Martim Costa válogatott kézilabdázó.

## Pályafutása

### Klubcsapatokban
Martim Costa 2020-ban került az FC Porto utánpótláscsapatához, ekkor még jobbára a másodosztályban szerepelt. Rendszeres játéklehetőséghez a portugál élvonalban 2021-ben jutott, amikor az A.A. Avanca csapatában játszott. 2021-ben édesapját nevezték ki a Sporting CP vezetőedzőjének, és vele együtt Francisco Costa, valamint testvére, Martim Costa érkezését is bejelentették. Ezzel a csapattal az Európa-ligában is részt vett, a 2022–2023-as szezonban 16 mérkőzésen 97 találatot ért el, amivel Martim Costa mögött csapata második legeredményesebb játékosa volt és a góllövőlista negyedik helyén végzett. 2023-ban a portugál bajnokság legjobb játékosának választották. 2024-ben megnyerte a portugál bajnokságot.

### A válogatottban
A portugál rendezésű 2022-es junior Európa-bajnokságon ezüstérmes lett és az All-Star csapatba is beválasztották. A tornán 58 gólt szerzett, amivel gólkirály lett.
A felnőttválogatottban 2022 áprilisában mutatkozott be a holland csapat elleni világbajnoki selejtező mérkőzésen. Első felnőtt világversenye a 2023-as világbajnokság volt, amelyen 17 évesen vett részt és 17 gólt szerzett. A 2025-ös világbajnokságon 19 évesen csapata leggólerősebb játékosa volt, amivel hozzásegítette a Portugál válogatottat története legjobb világbajnoki helyezéséhez, a negyedik helyhez. 54 góljával a góllövőlista második helyén végzett és a torna legjobb fiatal játékosának is megválasztották.

## Sikerei, díjai
- Portugál bajnok: 2024
- Junior Európa-bajnokságon ezüstérmes: 2022
- Junior Európa-bajnokság All-Star csapatának tagja: 2022
- Junior Európa-bajnokság gólkirálya: 2022
- Portugál bajnokság legjobb játékosa: 2023
- Világbajnokság legjobb fiatal játékosa: 2025